# Mühlau
Mühlau es una comuna suiza del cantón de Argovia, situada en el distrito de Muri. Limita al norte con la comuna de Merenschwand, al este con Hünenberg (ZG), al sur con Sins, al suroeste con Auw, y al oeste con Beinwil (Freiamt).

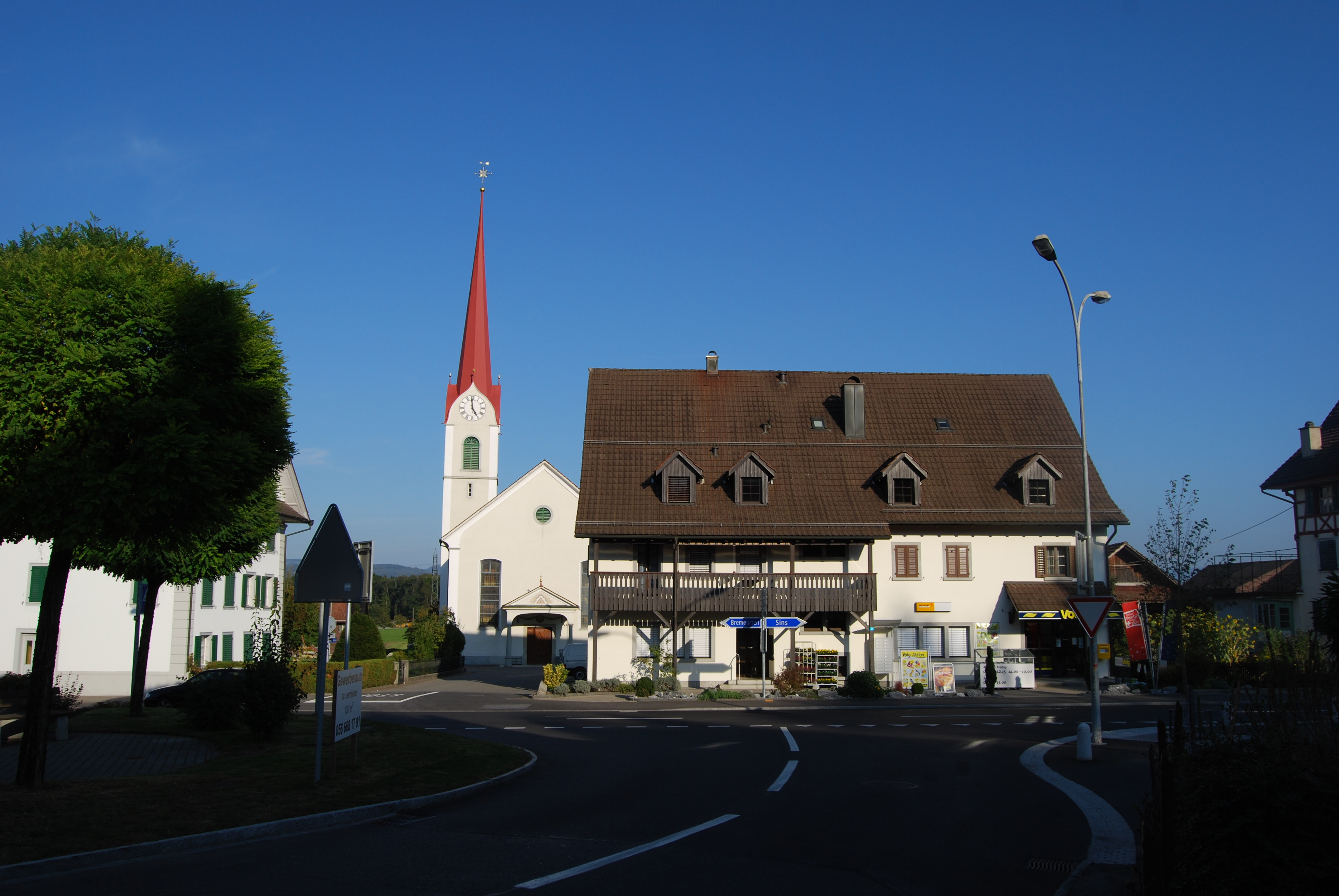
Iglesia católica de Mühlau.

## Transporte
Ferrocarril
Cuenta con una estación ferroviaria en la que efectúan parada trenes de cercanías pertenecientes a la red S-Bahn Argovia.